# Canton de Burzet
Le canton de Burzet est une ancienne division administrative française située dans le département de l'Ardèche et la région Rhône-Alpes.

## Géographie
Ce canton était organisé autour de Burzet dans l'arrondissement de Largentière. Son altitude variait de 360 mètres à Saint-Pierre-de-Colombier jusqu'à 1 534 mètres à Sainte-Eulalie pour une altitude cantonale moyenne de 780 mètres.

## Représentation

### Conseillers généraux de 1833 à 2015
| Période                                                     | Période          | Identité                              | Étiquette    | Qualité |
| ----------------------------------------------------------- | ---------------- | ------------------------------------- | ------------ | --- |
| 1833                                                        | 1834 (démission) | Jacques Lacombe (Fils) (1768-1835)    |              | Percepteur des impositions Propriétaire, teinturier et négociant à Burzet                                      |
| 1834                                                        | 1835 (décès)     | Jean-Baptiste-Paul Moulin (1756-1835) |              | Avocat au Parlement et notaire royal à Burzet                                                                  |
| 1835                                                        | 1845             | Antoine-Aubin d'Aulnayre de Praneuf   |              | Négociant, chef d'escadron en disponibilité, Saint-Pierre-de-Colombier                                         |
| 1845 ARNAUD Pierre Maire, Notaire Royal, remporte le siège. | 1848             | Joseph de Bernardy                    |              | Juge de paix à Burzet,1845 le commissaire du Gouvernement suspend de Bernardy de ses fonctions de juge de Paix |
| 1848                                                        | 1882 (décès)     | Jean Pierre Auguste de Bernardy       | Droite       | Conseiller à la Cour Impériale de Lyon                                                                         |
| 1882                                                        | 1886             | Georges Cyprien Lacombe               | Républicain  | Juge au Tribunal de Privas                                                                                     |
| 1886                                                        | 1905 (décès)     | Victor Chalamon de Bernardy           | Conservateur | Commandant en retraite                                                                                         |
| 1906                                                        | 1914 (décès)     | Olivier Plantevin                     | Libéral      | Industriel, patron moulinier en soie, maire de Burzet                                                          |
| 1914                                                        | 1919             | poste vacant                          |              | |
| 1919                                                        | 1930 (démission) | Jules Duclaux-Monteil                 | URD          | Propriétaire Député (1902-1930) Sénateur (1930-1939) Président du Conseil général (1928-1930)                  |
| 1930                                                        | 1940             | Victor Plantevin                      | URD          | Industriel Maire de Burzet                                                                                     |
|                                                             |                  |                                       |              | |
| 1942                                                        | 1945             | Charles Besson                        |              | Notaire Maire de Burzet Nommé conseiller départemental en 1942                                                 |
|                                                             |                  |                                       |              | |
| 1945                                                        | 1982             | Victor Plantevin                      | PRL puis CNI | Industriel Maire de Burzet de 1929 à 1971 Député (1951-1958)                                                   |
| 1982                                                        | 1994             | Robert Réot                           | RPR          | Médecin Maire de Burzet de 1983 à 2001                                                                         |
| 1994                                                        | 2008             | Gabriel Comte                         | DVD          | Ingénieur Maire de Burzet de 2001 à 2014                                                                       |
| 2008                                                        | 2015             | Jacques Alexandre                     | DVD          | Gérant de société Premier adjoint au maire de Saint-Pierre-de-Colombier                                        |

### Conseillers d'arrondissement (de 1833 à 1940)
| Période                                  | Période | Identité                         | Étiquette       | Qualité |
| ---------------------------------------- | ------- | -------------------------------- | --------------- | --- |
| 1833                                     | 1845    | Jules Antoine Arnaud (1805-1873) | Républicain     | Notaire à Burzet (1831-1857) puis à Domas (1859-1873)                                                       |
| 1845                                     | 1848    | M. Moulin                        |                 | Suppléant du juge de paix à Burzet                                                                          |
|                                          |         |                                  |                 | |
| 1901                                     | 1907    | Joseph Eschalier                 | Radical         | Notaire à Burzet                                                                                            |
| 1907                                     |         | Clovis Cortial                   |                 | Maire de Sainte-Eulalie                                                                                     |
|                                          |         | Joseph Cayrat                    | Droite          | Maire de Péreyres                                                                                           |
|                                          |         |                                  |                 | |
| 1925                                     | 1940    | Auguste Arsac                    | Union nationale | Quincaillier Président de la Société de secours mutuel, Burzet                                              |
| 1940                                     |         |                                  |                 | Les conseils d'arrondissement ont été suspendus par la loi du 12 octobre 1940 et n'ont jamais été réactivés |
| Les données manquantes sont à compléter. |         |                                  |                 | |

## Composition
Le canton de Burzet regroupait cinq communes :
| Nom                       | Code Insee | Intercommunalité                  | Superficie (km2) | Population (dernière pop. légale) | Densité (hab./km2) |
| ------------------------- | ---------- | --------------------------------- | ---------------- | --------------------------------- | ------------------ |
| Burzet (chef-lieu)        | 07045      | CC Ardèche des Sources et Volcans | 38,06            | 409 (2014)                        | 11                 |
| Péreyres                  | 07173      | CC Ardèche des Sources et Volcans | 12,63            | 52 (2014)                         | 4,1                |
| Sagnes-et-Goudoulet       | 07203      | CC Montagne d'Ardèche             | 25,02            | 125 (2014)                        | 5                  |
| Sainte-Eulalie            | 07235      | CC Montagne d'Ardèche             | 22,11            | 218 (2014)                        | 9,9                |
| Saint-Pierre-de-Colombier | 07282      | CC Ardèche des Sources et Volcans | 9,43             | 411 (2014)                        | 44                 |

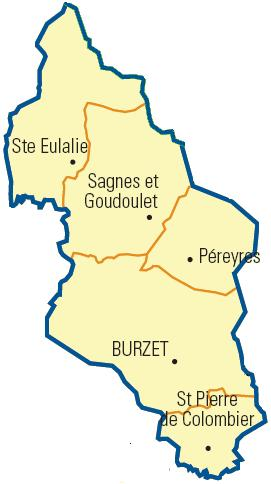
Carte du canton.

## Démographie
| 1962  | 1968  | 1975  | 1982  | 1990  | 1999  | 2006  | 2011  | 2012  |
| ----- | ----- | ----- | ----- | ----- | ----- | ----- | ----- | ----- |
| 2 461 | 2 077 | 1 601 | 1 562 | 1 432 | 1 325 | 1 329 | 1 280 | 1 257 |

Le canton continue à subir une décroissance de population, bien que Saint-Pierre-de-Colombier, commune du piémont cévenol, connaisse une légère progression. La densité de population cantonale apparait très faible : 12 habitants/km2, soit seulement un dixième environ de la moyenne nationale métropolitaine.